# World Games 2025/Medaillenspiegel
Diese Tabelle zeigt den Medaillenspiegel der World Games 2025. Insgesamt gibt es 255 Entscheidungen.

## Rangfolge
Die Platzierungen sind nach der Anzahl der gewonnenen Goldmedaillen sortiert, gefolgt von der Anzahl der Silber- und Bronzemedaillen (lexikographische Ordnung). Weisen zwei oder mehr Länder eine identische Medaillenbilanz auf, werden sie alphabetisch geordnet auf dem gleichen Rang geführt. Dies entspricht dem System, das vom Internationalen Olympischen Komitee (IOC) verwendet wird.
| Medaillenspiegel (Stand nach 167 von 256 Entscheidungen) | Medaillenspiegel (Stand nach 167 von 256 Entscheidungen) | Medaillenspiegel (Stand nach 167 von 256 Entscheidungen) | Medaillenspiegel (Stand nach 167 von 256 Entscheidungen) | Medaillenspiegel (Stand nach 167 von 256 Entscheidungen) | Medaillenspiegel (Stand nach 167 von 256 Entscheidungen) |
| Platz                                                    | Land                                                     | Gold                                                     | Silber                                                   | Bronze                                                   | Gesamt                                                   |
| -------------------------------------------------------- | -------------------------------------------------------- | -------------------------------------------------------- | -------------------------------------------------------- | -------------------------------------------------------- | -------------------------------------------------------- |
| 1                                                        | China                                                    | 21                                                       | 6                                                        | 4                                                        | 31                                                       |
| 2                                                        | Deutschland                                              | 15                                                       | 13                                                       | 13                                                       | 41                                                       |
| 3                                                        | Ukraine                                                  | 11                                                       | 9                                                        | 6                                                        | 26                                                       |
| 4                                                        | Italien                                                  | 10                                                       | 16                                                       | 16                                                       | 42                                                       |
| 5                                                        | Frankreich                                               | 7                                                        | 10                                                       | 9                                                        | 26                                                       |
| 6                                                        | Ungarn                                                   | 7                                                        | 7                                                        | 5                                                        | 19                                                       |
| 7                                                        | Schweiz                                                  | 7                                                        | 4                                                        | 1                                                        | 12                                                       |
| 8                                                        | Vereinigte Staaten                                       | 6                                                        | 5                                                        | 2                                                        | 13                                                       |
| 9                                                        | Polen                                                    | 5                                                        | 5                                                        | 2                                                        | 12                                                       |
| 10                                                       | Schweden                                                 | 5                                                        | 2                                                        | 2                                                        | 9                                                        |
| 11                                                       | Japan                                                    | 4                                                        | 10                                                       | 3                                                        | 17                                                       |
| —                                                        | Individuelle Neutrale Athleten                           | 4                                                        | 5                                                        | 5                                                        | 14                                                       |
| 12                                                       | Thailand                                                 | 4                                                        | 3                                                        | 5                                                        | 12                                                       |
| 13                                                       | Israel                                                   | 4                                                        | 3                                                        | 4                                                        | 11                                                       |
| 14                                                       | Belgien                                                  | 4                                                        | 3                                                        | —                                                        | 7                                                        |
| 15                                                       | Dänemark                                                 | 4                                                        | 2                                                        | 2                                                        | 8                                                        |
| 16                                                       | Spanien                                                  | 4                                                        | 1                                                        | 11                                                       | 16                                                       |
| 17                                                       | Südkorea                                                 | 4                                                        | 1                                                        | 5                                                        | 10                                                       |
| 18                                                       | Kolumbien                                                | 3                                                        | 5                                                        | 5                                                        | 13                                                       |
| 19                                                       | Niederlande                                              | 3                                                        | 3                                                        | 4                                                        | 10                                                       |
| 20                                                       | Indonesien                                               | 3                                                        | 3                                                        | —                                                        | 6                                                        |
| 21                                                       | Iran                                                     | 3                                                        | 1                                                        | 2                                                        | 6                                                        |
| 22                                                       | Hongkong                                                 | 3                                                        | 1                                                        | 1                                                        | 5                                                        |
| 23                                                       | Portugal                                                 | 2                                                        | 3                                                        | 4                                                        | 9                                                        |
| 24                                                       | Großbritannien                                           | 2                                                        | 2                                                        | 2                                                        | 6                                                        |
| 25                                                       | Mexiko                                                   | 2                                                        | 1                                                        | 2                                                        | 5                                                        |
| 26                                                       | Brasilien                                                | 2                                                        | —                                                        | 2                                                        | 4                                                        |
| 26                                                       | Neuseeland                                               | 2                                                        | —                                                        | 2                                                        | 4                                                        |
| 28                                                       | Moldau                                                   | 2                                                        | —                                                        | —                                                        | 2                                                        |
| 29                                                       | Kanada                                                   | 1                                                        | 3                                                        | 4                                                        | 8                                                        |
| 30                                                       | Kasachstan                                               | 1                                                        | 2                                                        | 2                                                        | 5                                                        |
| 30                                                       | Usbekistan                                               | 1                                                        | 2                                                        | 2                                                        | 5                                                        |
| 32                                                       | Vereinigte Arabische Emirate                             | 1                                                        | 2                                                        | 1                                                        | 4                                                        |
| 33                                                       | Finnland                                                 | 1                                                        | 2                                                        | —                                                        | 3                                                        |
| 34                                                       | Chinesisch Taipeh                                        | 1                                                        | 1                                                        | 4                                                        | 6                                                        |
| 35                                                       | Malaysia                                                 | 1                                                        | 1                                                        | 1                                                        | 3                                                        |
| 35                                                       | Slowakei                                                 | 1                                                        | 1                                                        | 1                                                        | 3                                                        |
| 37                                                       | Türkei                                                   | 1                                                        | 1                                                        | —                                                        | 2                                                        |
| 38                                                       | Ägypten                                                  | 1                                                        | —                                                        | 4                                                        | 5                                                        |
| 39                                                       | Argentinien                                              | 1                                                        | —                                                        | 3                                                        | 4                                                        |
| 39                                                       | Australien                                               | 1                                                        | —                                                        | 3                                                        | 4                                                        |
| 41                                                       | Jordanien                                                | 1                                                        | —                                                        | 1                                                        | 2                                                        |
| 41                                                       | Marokko                                                  | 1                                                        | —                                                        | 1                                                        | 2                                                        |
| 43                                                       | El Salvador                                              | 1                                                        | —                                                        | —                                                        | 1                                                        |
| 44                                                       | Tschechien                                               | —                                                        | 3                                                        | 2                                                        | 5                                                        |
| 45                                                       | Aserbaidschan                                            | —                                                        | 3                                                        | —                                                        | 3                                                        |
| 45                                                       | Mongolei                                                 | —                                                        | 3                                                        | —                                                        | 3                                                        |
| 47                                                       | Kroatien                                                 | —                                                        | 2                                                        | 3                                                        | 5                                                        |
| 48                                                       | Österreich                                               | —                                                        | 2                                                        | 1                                                        | 3                                                        |
| 48                                                       | Philippinen                                              | —                                                        | 2                                                        | 1                                                        | 3                                                        |
| 48                                                       | Vietnam                                                  | —                                                        | 2                                                        | 1                                                        | 3                                                        |
| 51                                                       | Südafrika                                                | —                                                        | 2                                                        | —                                                        | 2                                                        |
| 52                                                       | Singapur                                                 | —                                                        | 1                                                        | 3                                                        | 4                                                        |
| 53                                                       | Ecuador                                                  | —                                                        | 1                                                        | 1                                                        | 2                                                        |
| 53                                                       | Estland                                                  | —                                                        | 1                                                        | 1                                                        | 2                                                        |
| 53                                                       | Indien                                                   | —                                                        | 1                                                        | 1                                                        | 2                                                        |
| 56                                                       | Brunei                                                   | —                                                        | 1                                                        | —                                                        | 1                                                        |
| 56                                                       | Kuba                                                     | —                                                        | 1                                                        | —                                                        | 1                                                        |
| 56                                                       | Paraguay                                                 | —                                                        | 1                                                        | —                                                        | 1                                                        |
| 56                                                       | Rumänien                                                 | —                                                        | 1                                                        | —                                                        | 1                                                        |
| 60                                                       | Griechenland                                             | —                                                        | —                                                        | 2                                                        | 2                                                        |
| 60                                                       | Kirgisistan                                              | —                                                        | —                                                        | 2                                                        | 2                                                        |
| 62                                                       | Chile                                                    | —                                                        | —                                                        | 1                                                        | 1                                                        |
| 62                                                       | Guatemala                                                | —                                                        | —                                                        | 1                                                        | 1                                                        |
| 62                                                       | Lettland                                                 | —                                                        | —                                                        | 1                                                        | 1                                                        |
| 62                                                       | Montenegro                                               | —                                                        | —                                                        | 1                                                        | 1                                                        |
| 62                                                       | Namibia                                                  | —                                                        | —                                                        | 1                                                        | 1                                                        |
| 62                                                       | Peru                                                     | —                                                        | —                                                        | 1                                                        | 1                                                        |
| 62                                                       | Saudi-Arabien                                            | —                                                        | —                                                        | 1                                                        | 1                                                        |
| 62                                                       | Venezuela                                                | —                                                        | —                                                        | 1                                                        | 1                                                        |
| Gesamt                                                   | Gesamt                                                   | 168                                                      | 166                                                      | 172                                                      | 506                                                      |